# Dirección General de Asuntos Jurídicos
La Dirección de Asuntos Jurídicos del Ejército (DGAJ) es una repartición dependiente de la Jefatura del Estado Mayor General del Ejército, que tiene la finalidad de representar judicial y extrajudicialmente al Estado Nacional, particularmente al Ejército Argentino en los diferentes reclamos en los cuales es parte ya sea en carácter de actora/reclamante o demandada/requerida.
Para tal fin cuenta con un cuerpo de abogados que, dirigidos bajo las pautas establecidas por la Procuración del Tesoro de la Nación elaboran la defensa de los derechos del organismo, velando en todo momento proteger los intereses del Estado y su fin público.
Desde hace muchos años que trabajan a la par auditores militares y abogados de la matrícula, atendiendo cada uno de los procesos judiciales ya sea nacionales, como federales y también del interior del país.
El amplio abanico de fueros en los cuales se presentan los letrados, representa una gran responsabilidad, debiendo los mismos conocer el derecho ya sea de fondo como de forma en las diferentes ramas.

## Principales tareas
- Contestar las demandas en las cuales sean parte cualquiera de las dependencias del Ejército Argentino - Dirección General de Bienestar, Hospital Militar, una vez notificada la misma
- Controlar la competencia dentro del fuero en caso de que la misma pueda ser impugnada

## Organismos
- Museos e Institutos
- Elencos estables
- Comisión Nacional Protectora de Bibliotecas Populares (CONABIP)
- Casa Creativa del Sur
- Biblioteca Nacional "Doctor Mariano Moreno"
- Cinemateca y Archivo de la Imagen Nacional
- Teatro Nacional Cervantes
- Comisión Nacional de Monumentos, de Lugares y de Bienes Históricos